# Gheorghe Lazăr (pedagog)
Gheorghe Lazăr (ur. 5 czerwca 1779 w Avrig, zm. 17 września 1823 tamże) – rumuński pedagog, teolog, tłumacz i inżynier. Twórca pierwszej szkoły z językiem wykładowym rumuńskim (św. Sawy w Bukareszcie w 1818).
Pochodził z rodziny chłopskiej. Uczęszczał do szkoły podstawowej w rodzinnej wsi. W 1805 ukończył liceum pijarów w Klużu. Dzięki stypendium Kościoła Prawosławnego studiował filozofię, historię, nauki ścisłe i teologię w Wiedniu. Po powrocie do Siedmiogrodu otrzymał święcenia archidiakonatu i stanowisko wykładowcy seminarium duchownego w Sybinie. W tym okresie tłumaczył z niemieckiego i węgierskiego na rumuński prace pedagogiczne. W 1815 bezskutecznie ubiegał się o stolicę biskupią w Aradzie. Przeciwny używaniu języka rumuńskiego w edukacji biskup Vasile Moga wytoczył mu proces dyscyplinarny, który doprowadził do aresztowania w tym samym roku Lazăra przez władze tureckie.
W 1816 Lazăr przeniósł się do Bukaresztu, gdzie pracował jako prywatny nauczyciel. Po uzyskaniu odpowiednich zezwoleń 24 marca 1818 utworzył w klasztorze św. Sawy szkołę dla chłopców – pierwszą na terenach Rumunii, w której uczono po rumuńsku. Początkowo uczyli się w niej głównie uczniowie drobnych handlarzy i rzemieślników, ponieważ szlachta nadal popierała szkoły z nauką po grecku. Lazăr uczył w niej arytmetyki, geografii i geometrii. Napisał podręczniki do arytmetyki i trygonometrii, które wprowadziły do języka rumuńskiego nazwy podstawowych działań i funkcji trygonometrycznych. Nadal tłumaczył prace naukowe na rumuński.
Pracował także jako geodeta w majątkach Obislavu (Okręg Dymbowica) i Fântânele (Okręg Prahova). Podczas powstania Tudora Vladimirescu w 1821 wraz z uczniami wziął udział w fortyfikowaniu obozu w Cotroceni i uczył powstańców technik walki. Po upadku powstania był prześladowany przez władze tureckie. Zmarł schorowany w rodzinnej miejscowości i w niej został pochowany. Grób odnowiła w 1934 szkoła oficerów piechoty w Sybinie.
Dokonania Lazăra upamiętniają pomniki, m.in. w Bukareszcie na Piața Universității (z 1885, autor: Ioan Georgescu) i w Sybinie na Piața Mare (z 2006, autor: Radu Aftenie, zastąpiła inną rzeźbę tego autora stojącą tam w latach 1986–2004).